# 67308 Öveges
67308 Öveges este un asteroid din centura principală, descoperit pe 21 aprilie 2000, de Krisztián Sárneczky și László Kiss.